# Gugudan
Le Gugudan (구구단?; spesso stilizzato com gu9udan o in gx9) sono state un gruppo musicale sudcoreano formatosi a Seul nel 2016. Il gruppo ha debuttato il 28 giugno 2016 con l'EP Act. 1 The Little Mermaid.
Il gruppo consisteva di otto membri: Hana, Jung Mi-mi, Han Hae-bin, Kim Se-jeong, Kang Mi-na, Sally, Soyee e Kim Na-young. Hyeyeon ha lasciato il gruppo nell'ottobre 2018.
Il 30 dicembre 2020 l'agenzia del gruppo, Jellyfish Entertainment, ha annunciato lo scioglimento ufficiale delle Gugudan.

## Nome
Il nome del gruppo deriva dalla parola coreana "극단 (geukdan)", che significa "esibizione teatrale". L'intento del gruppo è raccontare storie tratte da libri, film e opere nel loro modo, attraverso le loro canzoni e le loro performance. Per questa ragione, i loro album sono intitolati con la parola "Act".

## Storia

### Prima del debutto
Nel gennaio 2016, i membri del gruppo Sejeong, Nayoung e Mina partecipano allo show di competizione musicale Produce 101, il cui fine è debuttare un nuovo gruppo femminile, rappresentando la propria agenzia. Dopo essersi posizionate rispettivamente al 2º e al 9º posto, Sejeong e Mina vincono la competizione e debuttano nel gruppo IOI nel maggio 2016.

### 2016: Debutto conAct. 1 The Little Mermaid
Il 7 giugno 2016 la Jellyfish Entertainment annuncia il debutto del suo primo gruppo femminile per il 28 giugno, in cui vengono inclusi anche i due membri che hanno debuttato nelle IOI. Il 10 giugno anche Nayoung è confermata nel gruppo.
Il 13 giugno l'agenzia rivela che il gruppo sarebbe stato composto da 9 membri, ed il 17 annuncia il nome del gruppo.
Il 28 giugno il gruppo debutta ufficialmente con il primo EP Act.1 The Little Mermaid ed il singolo a tema film La Sirenetta "Wonderland".

### 2017:Act. 2eAct. 3
Il secondo EP del gruppo, Act. 2 Narcissus, è stato pubblicato il 27 febbraio 2017, insieme al brano "A Girl Like Me". Il tema dell'album è impostato sulla mitologia greca. L'album reinterpreta la parola "narcissism" ("narcisismo" in italiano) in un messaggio più positivo, quello di amare se stessi. Come motivo della copertina dell'album il gruppo ha usato il dipinto di Caravaggio Narciso.
L'8 novembre il gruppo torna con un nuovo EP, Act. 3 Chococo Factory, con il brano "Chococo". Il singolo è ispirato alla storia di Willy Wonka e La Fabbrica di Cioccolato. Il membro Soyee non ha però partecipato a causa di un infortunio alla gamba.

### 2018: Nuovi EP e distacco di Hyeyeon dal gruppo

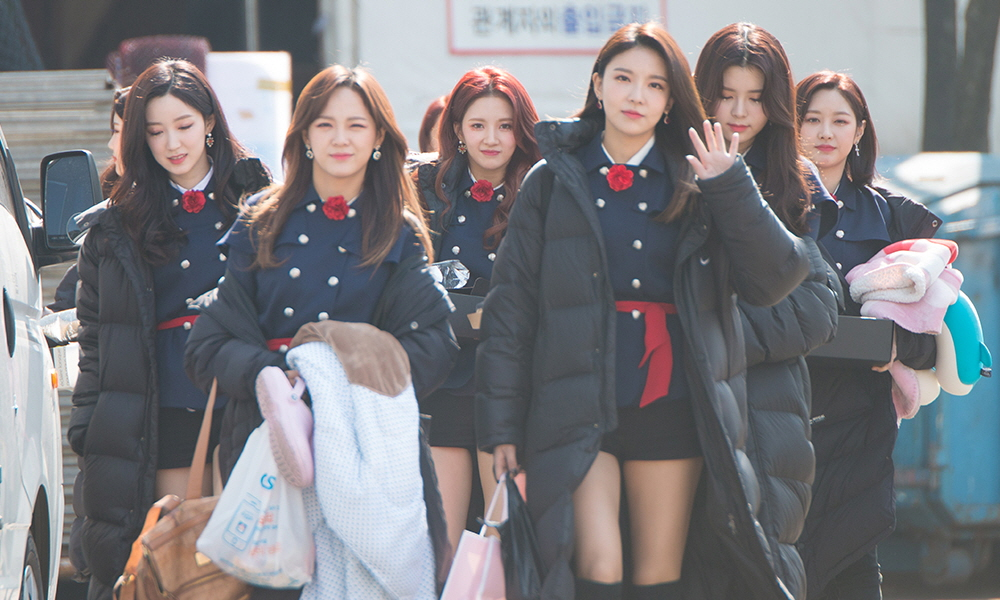
Il gruppo nel 2018

Il 1º febbraio 2018 il gruppo pubblica il secondo album singolo Act. 4 Cait Sith, con il brano "The Boots", questa volta con la presenza di Soyee.
Il 17 maggio la Jellyfish Entertainment comunica che il membro del gruppo Hyeyeon si sarebbe presa una pausa dal gruppo a causa di problemi legati alla salute.
Il 19 settembre il gruppo fa il suo debutto in Giappone, con il singolo in lingua giapponese "Stand By".
Ad ottobre Hyeyeon annuncia di lasciare definitivamente il gruppo.
Il 7 novembre tornano con la pubblicazione del terzo EP Act. 5 New Action, ed il brano Not That Type.

### 2020: Scioglimento
L'8 aprile 2020 Sally decide di partecipare allo show di competizione cinese Produce Camp. Il 12 giugno, durante la competizione, rivela che all'inizio del 2019 l'agenzia ha costretto i membri del gruppo a lasciare i propri dormitori e di tornare nelle rispettive case, facendo speculare uno scioglimento. Domandando quando sarebbero dovute tornare, lo staff dell'agenzia ha riferito loro che non c'era alcuna ragione di tornare.
Arrivata al sesto posto, Sally debutta nel gruppo femminile cinese BonBon Girls 303.
Dopo due anni senza alcuna pubblicazione come gruppo, il 30 dicembre la Jellyfish Entertainment annuncia lo scioglimento ufficiale e definitivo delle Gugudan.

## Formazione
- Hana (하나) – leader, voce (2016-2020)
- Jung Mi-mi (정미미) – voce (2016-2020)
- Han Hae-bin (한해빈) – voce (2016-2020)
- Kim Na-young (김나영) – voce, rap (2016-2020)
- Kim Se-jeong (김세정) – voce (2016-2020)
- Sally (샐리) – voce, rap (2016-2020)
- Soyee (소이) – voce (2016-2020)
- Kang Mi-na (강미나) – voce, rap (2016-2020)
- Cho Hye-yeon (조혜연) – voce, rap (2016-2018)

Sottogruppi
- Gugudan 5959 (Cho Hye-yeon e Kang Mi-na; 2017-2018)[25][26]
- Gugudan SeMiNa (Kim Se-jeong, Kang Mi-na e Kim Na-young; 2018–2020)[27][28]

## Discografia

### EP
- 2016 – Act. 1 The Little Mermaid
- 2017 – Act. 2 Narcissus
- 2018 – Stand By
- 2018 – Act. 5 New Action

### Singoli
- 2016 – Wonderland
- 2017 – A Girl Like Me
- 2017 – Act. 3 Chococo Factory
- 2018 – Act. 4 Cait Sith
- 2018 – Not That Type